# Шапсушко језеро
Шапсушко језеро (рус. Шапсугское водохранилище) мање је вештачко језеро на југу европског дела Руске Федерације. Језеро се налази у западном делу алувијалне Закубањске равнице, на северозападу Републике Адигеје (Тахтамукајски рејон), на око 3 км југозападно од града Краснодара. 
Вештачко Шапсушко језеро настало је у периоду између 1939. и 1952. са циљем регулисања водостаја реке Афипс чије воде су искориштене за испуњавање некадашње мочварне равнице. Вода из језера се користила и у економске сврхе, а посебно за наводњавање бројних пиринчаних поља у ближој околини. Језеро као привредни субјект је било потпуно напуштено и зарасло након распада Совјетског Савеза, а радови на његовој обнови започели су током 2007. и трајали су наредних десетак година. 
Површина језерске акваторије при просечном водостају је 46 km², језеро има овалну форму, са максималном дужином од око 9 км и ширином до 8 км. Просечна дубина воде у језеру је око 3,5 метара. Дно језера је местимично прекивено дебелим наслагама иловаче. 